# Amt Probstei-Ost
Das Amt Probstei-Ost war ein Amt im Kreis Plön in Schleswig-Holstein, das im Osten der Probstei lag. Es bestand aus den Gemeinden Barsbek, Bendfeld, Fiefbergen, Höhndorf, Krokau, Krummbek, Stakendorf und Wisch. Die Amtsverwaltung befand sich in Schönberg. Zum 1. Januar 1968 wurde die Gemeinde Köhn im Zuge der Auflösung des Amts Giekau an das Amt Probstei-Ost angegliedert. Zum 1. Juni 1970 wurde das Amt mit dem Amt Probstei-West zum Amt Probstei zusammengelegt.